# Coeficient de actualizare
Coeficientul de actualizare (notat de obicei în literatura economică cu litera a) reprezintă profitul ce poate fi obținut într-un an, ca urmare a investirii sumei de un leu la începutul acelui an. Mărimea acestui coeficient nu poate fi pusă pe seama modificării prețurilor care poate surveni în perioada îndelungată pentru care el se aplică. Mărimea lui decurge din proprietatea fundamentală a oricărui proces economic ca în urma desfășurării unei activități productive, rezultatul să compenseze integral resursele consumate și pe deasupra să se obțină un profit pentru societate și pentru agentul economic care a desfășurat activitatea respectivă.
Specialiștii estimează că în condiții normale mărimea acestui coeficient pe ansamblul economiei naționale este de 0.15 sau 15% (cu diferențieri pe ramuri și subramuri).
La stabilirea mărimii coeficientului a trebuie să se respecte următoarea condiție:

{\displaystyle a=f(r_{p},r_{d},r_{r},e)}

în care:
- a= coeficient de actualizare
- {\displaystyle r_{p}}= coeficientul modificării prețurilor
- {\displaystyle r_{d}}= rata dobânzii
- {\displaystyle r_{r}}= rata de risc investițional
- {\displaystyle e} = eficiența medie